# Jan Barszczewski
Jan Barszczewski (en bielorruso: Ян Баршчэўскі; en łacinka, Jan Barščeŭski; ¿1794? – 12 de marzo de 1851) fue un escritor, poeta y editor polaco-lituano (polaco y bielorruso). Escribió tanto en ruteno (bielorruso antiguo) como en polaco.
Su obra más conocida es Szlachcic Zawalnia, czyli Białoruś w fantastycznych opowiadaniach (1846) (El noble Zawalnia, o Bielorrusia en historias fantásticas).

## Biografía
Nació en Murahí, en el powiat de Pólotsk, en la familia de un sacerdote greco-católico.
Estudió en el colegio jesuita de Pólotsk. En este periodo se ganó la vida escribiendo poemas ocasionales, a menudo humorísticos, en lengua rusa para ceremonias en casas nobles. También pintó cuadros para la nobleza. Estas obras no están publicadas, con la excepción del poema humorístico Rabunki muzhykou (Рабункi мужыкоў), una parte significativa del cual fue publicado en el prefacio del volumen 1 de Szlachcic Zawalnia. Después de la universidad, fue tutor por un corto tiempo en su área natal.
En las décadas de 1820 y 1830, dio clases privadas en San Petersburgo, y entre 1840 y 1844 escribió para la revista Niezabudka (donde publicó sus baladas). También escribió para el Anuario Literario (Rocznik Literacki). En la capital, conoció a Adam Mickiewicz, quien corrigió sus poemas, y a Taras Shevchenko. A partir de 1847, por invitación del dueño, se instaló en la propiedad de los Rzewuski en Cudnów (actual Chúdniv, en Ucrania). Murió tras una enfermedad de varios años, y fue enterrado en el cementerio de la iglesia de Cudnów.